# Louis Rostollan
Louis Rostollan (* 1. Januar 1936 in Marseille, Stadtteil Château-Gombert; † 13. November 2020 ebenda) war ein französischer Radrennfahrer, der von 1958 bis 1967 als Profi aktiv war.
Allgemein bekannt wurde er durch seine Siege in dem Radrennen Tour de Romandie, das er in den Jahren 1960 und 1961 für sich entscheiden konnte. 1958 hatte er bereits einmal das Critérium du Dauphiné Libéré für sich entscheiden können, und 1960 wurde er französischer Vizemeister. 1961 siegte er in der Tour de Champagne, 1964 im Circuit d’Auvergne.
Von 1959 bis 1966 nahm er achtmal an der Tour de France teil und erreichte siebenmal das Ziel in Paris.

## Grand-Tour-Platzierungen
| Grand Tour         | 1959 | 1960 | 1961 | 1962 | 1963 | 1964 | 1965 | 1966 |
| ------------------ | ---- | ---- | ---- | ---- | ---- | ---- | ---- | ---- |
| Tour de FranceTour | 59   | 15   | 31   | 24   | DNF  | 22   | 20   | 47   |